# 西下庄佛爷庙
西下庄佛爷庙，位于山西省长治市黎城县上遥镇西下庄村，是一座古建筑，建于元、清。
2021年8月4日，西下庄佛爷庙公布为第六批山西省文物保护单位，编号6-182。